# FK Željezničar Zenica
FK Željezničar je bivši bosanskohercegovački nogometni klub iz Zenice.
Sudjelovao je u drugom rangu jugoslavenskog nogometa u sezoni 1957./58.

## Povijest
FK Željezničar Zenica osnovan je 1951. godine. Najveći uspjeh klub je postigao u jesenskom dijelu natjecanja u sezoni 1958./59., kada je osvojio drugo mjesto u Drugoj zonskoj ligi. Najzaslužniji za Željino zlato 1958. godine su tadašnji predsjednik kluba Džemal Bektašević i trener Mustafa Mujo Mujkić te igrači: Turušlić (vratar), Delihasanović, Pezer, Ljubanić, Mujkić, Stijačić, Trinka, Uzunović, Kasumović, Brdarević, Majstorović, Kobačić, Kaknjo i Noro.
U proljetnom dijelu natjecateljske sezone 1958./59. ekipa Želje promijenila je ime u Radnički, a pridružuju im se igrači iz rasformiranog FK Zenica, a sve u cilju osvajanja prvog mjesta i plasmana u viši rang natjecanja. Kako se to nije dogodilo, ekipa Radničkog je u sezoni 1959./60. mijenja ime u FK Čelik, a Željo je ponovo aktivan 1960. godine i natječe se u Zeničkoj grupnoj ligi.
U sezoni 1961./62. Željo je pod vodstvom trenera Miše Atkovića zauzeo treće mjesto u Ligi skupine te je reorganizacijom natjecanja postao član Podsavezne lige. U sezoni 1965./66. bili su drugi iza Orlovika i Žepča i ušli u Sarajevsku nogometnu zonu. Zahvaljujući nogometnim entuzijastima Stipi Barišiću i Tomiju Beusu, ovaj klub se zadržao na zeničkoj nogometnoj sceni i natjecao se u Podsaveznoj ligi – Zenica, s promjenljivim uspjehom, sve do gašenja 1992. godine.

## Vanjske poveznice
- Zenički romantičari: Kemal Imamović je monografijom o Željezničaru i ZSK-U otrgnuo od zaborava dva najznačajnija zenička fudbalska kluba poslije Čelika